# Patrick Ogunsoto
Patrick Ogunsoto (* 19. April 1983 in Lagos) ist ein nigerianischer Fußballspieler.

## Werdegang
Ogunsoto begann seine europäische Karriere beim zypriotischen Erstligisten APOEL Nikosia im Jahr 2001. Im folgenden Jahr wechselte er zu Ergotelis in die dritte griechische Liga. In seiner ersten Saison erzielte er in 32 Pflichtspielen 30 Tore für die Mannschaft von der Insel Kreta. Im Jahr 2006 wurde er von der PSAP, dem griechischen Verband der Profifußballspieler, zum Spieler des Jahres der zweiten griechischen Liga gewählt.
2006 wechselte er zum belgischen Erstligisten KVC Westerlo, wo er 20 Tore in 31 Spielen erzielte.
Am 18. Januar 2008 wechselte er zurück zu Ergotelis, die mittlerweile in die erste griechische Liga aufgestiegen waren. Er trägt dort die Rückennummer 99. Ab Januar 2010 war er bis zum Saisonende an den Stadtrivalen OFI Kreta ausgeliehen. Nach nur 3 Spielen für den bulgarischen Erstligisten Lokomotive Plowdiw in der Saison 10/11 fand er keine weitere Anstellung mehr. Im Frühjahr 2012 wurde der Stürmer vom kasachischen Premjer-Ligaaufsteiger Aqschajyq Oral unter Vertrag genommen. Ohne einen Einsatz wechselte er wenige Monate später zu Anagennisi Epanomi in die zweite griechische Liga. Dort spielte er in der restlichen Saison in elf Spielen und schoss dabei fünf Tore. Während der Winterpause wechselte er zu Olympiakos Volos, wo er bis zum Saisonende noch einmal in 23 Spielen sieben Tore schoss. Zur Saison 2013/14 unterschrieb er einen Vertrag bei AO Achamaikos. Nach 11 Spielen und drei Toren wurde der Vertrag jedoch in beiderseitigem Einverständnis aufgelöst. 2014 kam er zu AE Ermionida, wo er nach drei Monaten jedoch seinen Vertrag bereits wieder kündigte, nachdem bekannt wurde, dass er nicht erste Wahl bei Trainer Roberto Bolano war.
Nachdem er fast zwei Jahre ohne Verein war, spielt Ogunsoto seit 2016 bei diversen unterklassigen griechischen Vereinen. Aktuell steht er bei PO Moudanion unter Vertrag.